# Собаки в космосе
Полёты собак в космос — серия биологических экспериментов, включавших проведение исследований по возможности полётов на геофизических и космических ракетах живых существ, наблюдение за поведением высокоорганизованных животных в условиях таких полётов, а также, изучение сложных явлений в околоземном пространстве.
Учёными были проведены исследования воздействия на животных большинства факторов физического и космического характера: изменённой силы тяжести, вибрации и перегрузок, звуковых и шумовых раздражителей различной интенсивности, воздействия космического излучения, гипокинезии и гиподинамии. При проведении таких экспериментов в СССР дополнительно производились испытания систем аварийного спасения головных частей ракет с пассажирами.
Подавляющее большинство исследований с собаками было проведено в Советском Союзе в 50-х и 60-х годах XX века. Тогда же, в 60-х годах, несколько запусков ракет с собаками в верхние слои атмосферы осуществлялись в КНР.

## История исследований в СССР
13 мая 1946 года вышло секретное постановление Совета Министров СССР № 1017—419 сс по вопросам реактивного вооружения, согласно которому важнейшей задачей стало создание вооружения с применением реактивных двигателей и организация научно-исследовательских работ в этой области.
Постановление положило начало ракетно-космической отрасли страны. Кроме военно-стратегических задач, от учёных требовалось проверить возможность полёта в космос человека. Впоследствии секретный проект получил наименование ВР-190. Исследования влияния полётов в космос сразу на человеке в силу ряда причин (в том числе и этических) были невозможны, поэтому было решено проводить эксперименты на животных. Главными претендентами в испытуемые были высшие млекопитающие — обезьяны и собаки.
Во время отбора кандидатов было выяснено, что использование обезьян в экспериментах не принесло бы необходимых результатов. Обезьяны трудно поддавались дрессировке, постоянно проявляли беспокойство и мешали исследователям своим непредсказуемым поведением. Они сильнее собак испытывали стрессы, поэтому гуманнее было не использовать обезьян в пока ещё неизвестных условиях испытаний. Однако в США первыми подопытными высшими млекопитающими были именно обезьяны, но для этого их приходилось полностью ограничивать в движении или использовать наркоз, что пагубно влияло на точность полученных во время опытов данных. Часть обезьян погибла именно из-за применения наркоза.

### Преимущества использования собак
Собаки как кандидаты на освоение космического пространства обладали, по сравнению с обезьянами, целым рядом преимуществ: они были дёшевы, лучше поддавались дрессировке, легче переносили длительный период бездействия и были способны к выживанию в самых тяжелых условиях.
В СССР уже был накоплен серьёзный опыт использования собак как подопытных животных. Иван Петрович Павлов — советский учёный-физиолог, создатель науки о высшей нервной деятельности, в своих исследованиях использовал именно собак. Для полёта в космос использовали беспородных и бездомных собак. Именно эти животные к моменту испытаний уже прошли естественный отбор в условиях улицы. По сравнению с домашними и породистыми собаками, у дворняжек были отмечены крепкое здоровье, смекалка, неприхотливость в еде, лояльное отношение к человеку.

### Отбор и подготовка собак
За отбор собак для космической программы отвечал В. И. Яздовский, подготовкой руководил О. Г. Газенко. Дворняжек отлавливали на улицах Москвы и отправляли для отбора в Научно-исследовательский испытательный институт авиационной медицины (НИИИАМ). Собак отбирали по особым параметрам, диктуемым особенностью исследовательского оборудования и размерами пассажирских кабин ракет. Требовались здоровые и спокойные животные в отличной физической кондиции, не тяжелее 6 кг и ростом не выше 35 см, в возрасте от двух до шести лет. Предпочтение отдавали сукам, которые не имели привычки задирать ногу для мочеиспускания, что потребовало бы дополнительного пространства. Для правильного расположения датчиков более всего подходили короткошёрстные собаки. Их отправляли в полёты попарно, чтобы исключить возможность индивидуальной реакции и получить более объективные результаты.
Программа подготовки собак к полёту была очень жёсткой и начиналась с приучения собак к нахождению в тесном пространстве в течение длительного времени. Для этого собак помещали в камеры, размеры которых постепенно уменьшали, где они находились от нескольких часов до двадцати дней. Крайне ограниченная подвижность сказалась на состоянии здоровья испытуемых, и часть собак выбыли из программы. Подготовка включала тренировки в центрифуге и на вибростендах. Собаки, отобранные по результатам тренировок для запуска в космос, прошли также специальную программу обучения приему пищи в капсуле при помощи специального механизма.
Для собак-космонавтов были сконструированы кабины размером 64х80 см с крышкой и иллюминатором. В кабине были размещены датчики температуры и влажности и мониторы для наблюдения за состоянием собак, которым хирургически установили датчики в зоне сердца, сонной артерии и по окружности грудной клетки. При повышении температуры в камере автоматически активировалась система вентиляции и абсорбирования излишней влажности и двуокиси углерода. Собак приучили находиться в костюмах, снабжённых ремнями безопасности, которые ограничивали движения, позволяя ложиться, садиться и незначительно перемещаться вперед или назад. В процессе подготовки они привыкли принимать пищу и воду дважды в день и опорожняться в специальные мешки, расположенные сзади них в кабине.
Исследования полётов собак в верхние слои атмосферы и в космос были тщательно засекречены. Конструкторы, учёные и иногда даже собаки были под псевдонимами. В связи с этим иногда в кличках собак в разных источниках информации возникало несоответствие. У одной собаки могло быть несколько разных кличек.

### Отношение к собакам во время экспериментов
Сложные и опасные эксперименты новой науки не проходили бесследно для подопытных собак. Подготовка, тренировки, полёты на баллистических ракетах могли пагубно влиять на состояние их здоровья. Кроме того, нередки были случаи гибели животных во время экспериментов. Это понимали учёные и исследователи, работавшие в то время с собаками. Животным старались создать комфортные условия проживания, хорошо кормили, водили на прогулки, расчёсывали. У многих сотрудников были свои любимцы, которых они баловали деликатесами из собственного рациона. Главный конструктор ракетной техники Сергей Павлович Королёв, известный своей любовью к собакам, каждый день лично справлялся об их здоровье и самочувствии. Каждая трагедия, произошедшая с собаками во время испытаний, воспринималась как личное горе. Исследователи, работавшие с ними, никогда не позволяли себе называть своих питомцев экспериментальным материалом, так как во время совместной работы собаки становились для людей скорее коллегами и друзьями, а не объектами исследований.
О. Г. Газенко в 1998 году сказал и позже неоднократно повторял, что сожалеет о космических экспериментах с Лайкой. По его словам, учёные даже не получили знаний достаточно, чтобы оправдать гибель собаки.

## СССР. Геофизические ракеты
Основная часть экспериментов по запуску собак в верхние слои атмосферы производилась на геофизических ракетах с полигона Капустин Яр в Астраханской области. Ракеты достигали высоты 100—400 км и их отделяющиеся головные части с пассажирами спускались обратно на парашютах. Исследования полётов собак на таких ракетах производились в три этапа.

### Первый этап научных исследований (июль — сентябрь 1951 года)
Первый этап исследований полётов осуществлялся с помощью геофизических ракет Р-1Б, Р-1В на высоту до 100 км. Во время полёта ракеты разгонялись до 4212 км/ч за короткий промежуток времени, перегрузки достигали 5,5 единиц. Собаки располагались в герметичной кабине на специальных лотках, привязанные ремнями. Поднявшись на необходимую высоту, ракета падала обратно, а головная часть с собаками спускалась на парашюте, который раскрывался на высоте 5 — 7 км. Также, с помощью научной аппаратуры, параллельно велись исследования верхних слоёв атмосферы и ближайшего космоса.
| № | Собаки          | Дата полёта          | Ракета или КА | Описание полёта | Изображение                 |
| - | --------------- | -------------------- | ------------- | --- | --------------------------- |
| 1 | Дезик и Цыган   | 22 июля 1951 года    | Р-1В          | Дезик (белый с мрамором) и Цыган (чёрно-белый) стали первыми живыми существами, осуществившими полёт на баллистической ракете в верхние слои атмосферы до условной границы с космосом и вернувшиеся из полета живыми. Старт ракеты Р-1В (В-1В) с собаками на борту состоялся 22 июля 1951 года на полигоне Капустин Яр в 4:00 утра. Весь полёт до приземления продолжался около 20 минут. Контейнер с собаками благополучно приземлился в 20 км от места старта. Никаких физиологических изменений или отклонений у них обнаружено не было. Дезик и Цыган благополучно перенесли перегрузки и невесомость. Только Цыган получил незначительную травму при приземлении — он оцарапал кожу на животе. Больше он не участвовал в полётах. Цыгана забрал к себе домой председатель Государственной Комиссии по организации исследований на геофизических ракетах академик А. А. Благонравов. | Дезик и Цыган перед стартом |
| 2 | Дезик и Лиса    | 29 июля 1951 года    | Р-1Б          | Через неделю после первого полёта собак на ракете 29 июля 1951 года состоялся старт геофизической ракеты Р-1Б (В-1Б). На борту находились собаки Дезик и Лиса. Дезика отправили в полёт ещё раз, чтобы проверить, как собака поведёт себя при повторной подготовке и старту. Ракета стартовала благополучно, но в назначенное время парашют, который должен был раскрыться высоко в небе, не появился. Авиаотряду полигона была дана команда: искать где-то приземлившуюся кабину с собаками. Через некоторое время она была обнаружена разбившейся о землю. Проведённое расследование показало, что сильная вибрация вывела из строя барореле — специальный прибор, обеспечивающий вывод парашюта на определённой высоте. Парашют не раскрылся, и головная часть ракеты на огромной скорости врезалась в землю. Дезик и Лиса погибли, став первыми жертвами космической программы. Гибель собак вызвала серьёзные переживания исследователей, в частности С. П. Королёва. После этого случая было принято решение разрабатывать систему аварийного катапультирования пассажиров из ракеты при возникновении аварийной ситуации. | Дезик и Лиса-1              |
| 3 | Мишка и Чижик   | 15 августа 1951 года | Р-1Б          | 15 августа 1951 года на ракете Р-1Б совершили свой первый полёт собаки Мишка и Чижик. Их доставили на пусковую площадку полигона ещё ночью. Предполётную подготовку они прошли спокойно. На рассвете ракета стартовала без особых проблем. Через 18 минут в небе появился парашют. Несмотря на инструкции, участники запуска устремились к месту посадки. Освобождённые от лотков и датчиков собаки чувствовали себя отлично, ласкались, несмотря на то, что недавно испытали сильные перегрузки. После предыдущего неудачного запуска Дезика и Лисы, у исследователей появилась надежда, что программа испытаний будет выполняться и далее. | Мишка                       |
| 4 | Смелый и Рыжик  | 19 августа 1951 года | Р-1В          | Четвёртый старт собак состоялся 19 августа 1951 года. За два дня до этого, один из псов по кличке Смелый во время прогулки сорвался с поводка и убежал в астраханскую степь. Потеря специально тренированной собаки грозила серьёзными неприятностями, ведь собак подбирали по парам, согласно психологической совместимости. Поиски продолжались, пока не стемнело, но ничего не дали. Было решено подыскать замену Смелому на следующий день. Утром 18 августа экспериментаторы были удивлены, увидев Смелого, который с виноватым видом стал ластиться к ним. Обследование показало, что его физиологическое состояние и рефлексы остались на прежнем уровне. На следующий день тихим солнечным утром Смелый и Рыжик благополучно совершили полёт на ракете Р-1В. | Смелый                      |
| 5 | Мишка и Чижик   | 28 августа 1951 года | Р-1Б          | 28 августа 1951 года Мишка и Чижик отправились в полёт во второй раз на ракете Р-1Б. В этот раз эксперимент был усложнён, чтобы приблизить полёт человека. Был применён новый автоматический регулятор давления в кабине, позволяющий избыток газовой смеси стравливать за пределы головной части ракеты. Регулятор, успешно прошедший испытания на стенде, из-за вибрации в полёте дал сбой, разгерметизировав кабину с собаками на большой высоте. Несмотря на удачные старт и посадку головной части ракеты, Мишка и Чижик погибли от удушья. Регулятор давления был отправлен на доработку и следующий старт проводился без него. | Изображение отсутствует     |
| 6 | Непутёвый и ЗИБ | 3 сентября 1951 года | Р-1В          | Последний старт, завершающий первый этап полётов на геофизических ракетах, был назначен на 3 сентября 1951 года. Пассажирами ракеты Р-1Б были назначены Непутёвый и Рожок. Накануне была произведена полная проверка собак и их физиологических функций. Непосредственно перед стартом, сотрудники полигона заметили отсутствие Рожка. Клетка была заперта, Непутёвый на месте, а Рожок непонятным образом исчез. Времени на поиски новой собаки практически не было. Исследователям пришла мысль поймать подходящую по параметрам собаку около столовой и отправить неподготовленной. Так и сделали: приманили подходящую по размерам собаку, помыли, подстригли, попробовали прикрепить датчики — новоиспечённый кандидат вёл себя совершенно спокойно. Об инциденте Королёву решили пока не докладывать. На удивление Непутёвый и его новый напарник провели полёт благополучно, техника не подвела. После приземления Королёв заметил подмену, и ему рассказали о том, что произошло. Сергей Павлович заверил, что скоро на советских ракетах будут летать все желающие. Новому пассажиру ракеты, который ко всему прочему оказался ещё и щенком, дали кличку ЗИБ (Запасной исчезнувшего Бобика). Королёв на докладе руководству трактовал аббревиатуру, как «Запасной исследователь без подготовки». | Собаки Непутёвый и ЗИБ      |

### Второй этап научных исследований (1954—1957 годы)
Второй этап исследований включал в себя испытания новой системы катапультирования и средств наблюдения за животными. Полёты осуществлялись на ракетах Р-1Д и Р-1Е на высоту 100—110 км, в которых предполагалась система, позволяющая катапультировать собак на различных высотах из негерметичной головной части в персональных скафандрах без применения кислородных масок. Каждая из собак помещалась в отдельную катапультируемую тележку, которая отстреливалась из падающей головной части и спускалась на землю с помощью парашюта. Тележки и скафандры изготавливались на заводе «Звезда». Первая (правая) тележка отстреливалась на высоте 75—90 км, и практически сразу раскрывался парашют. Вторая (левая) тележка катапультировалась из падающей головной части на высоте 35 км, на высоте 3—4 км открывался основной парашют. Старты осуществлялись с полигона Капустин Яр.
| №     | Собаки                                | Дата полёта           | Ракета или КА | Описание полёта | Изображение             |
| ----- | ------------------------------------- | --------------------- | ------------- | --- | ----------------------- |
| 7     | Лиса (вторая) и Рыжик (второй)        | 24 июня 1954 года     | Р-1Д          | Старт состоялся 24 июня (по некоторым данным 26 июня) 1954 года на ракете Р-1Д. На высоте 75—80 км была катапультирована Лиса. Парашют особой конструкции раскрылся в разреженных слоях атмосферы. Впервые в истории живое существо побывало в скафандре в открытом космосе и на парашюте было спущено на Землю. Капсула с Рыжиком, разогнавшись в падении вместе с головной частью ракеты до скорости звука, отстрелилась на высоте 45 км. За 7 км до поверхности Земли раскрылся парашют. Полёт прошёл успешно. | Изображение отсутствует |
| 8     | Дамка и Мишка (второй)                | 2 июля 1954 года      | Р-1Д          | Старт состоялся 2 июля 1954 года на ракете Р-1Д. Мишка погиб, а Дамка (по некоторым данным Димка) благополучно возвратилась. | Изображение отсутствует |
| 9     | Рыжик (второй) и Дамка                | 7 июля 1954 года      | Р-1Д          | Старт состоялся 7 июля 1954 года на ракете Р-1Д. Рыжик погиб. | Изображение отсутствует |
| 10    | Лиса (вторая) и Бульба                | 5 февраля 1955 года   | Р-1Е          | Старт состоялся 5 февраля 1955 года на ракете Р-1Е. Почти сразу ракета отклонилась от вертикального курса в сторону. Автоматически сработавшие стабилизационные рули, для выравнивания положения, резко вернули ракету в исходное положение. При этом удар оказался настолько сильным, что обе тележки с собаками пробили корпус ракеты и упали на землю. Собаки погибли. Лиса была любимицей ведущего сотрудника лаборатории герметических кабин и скафандров Александра Серяпина, который участвовал в подготовке собак к полётам. Так как авария произошла на высоте около 40 км, это случилось на его глазах. После падения тележек Серяпин, в нарушение инструкций, похоронил Лису недалеко от места их совместных прогулок. | Бульба                  |
| 11    | Рита и Линда                          | 25 июня 1955 года     | Р-1Е          | Старт состоялся 25 июня 1955 года на ракете Р-1Е. Погибла Рита. | Линда                   |
| 12    | Малышка и Кнопка                      | 4 ноября 1955 года    | Р-1Е          | Старт состоялся 4 ноября 1955 года на ракете Р-1Е. Катапультированная на высоте 90 км тележка с Малышкой, из-за поднявшегося сильного ветра отклонилась от предполагаемого места посадки. Кроме того начался буран. Парашют исчез из зоны видимости. Тщательные поиски в течение следующих двух дней ничего не дали. На третий день Александр Серяпин с группой поиска случайно обнаружил тележку с Малышкой. Яркий, для оперативности его поиска, парашют отсутствовал, хотя собака была жива. Оказалось, что парашют отрезал для собственных нужд пастух отары овец, около которой приземлилась тележка, и скрылся. | Малышка                 |
| 13    | Малышка и Мильда                      | 31 мая 1956 года      | Р-1Е          | Старт состоялся 31 мая 1956 года на ракете Р-1Е. Полёт завершился благополучно. По некоторым данным собаку Мильда звали Минда. | Изображение отсутствует |
| 14/15 | Козявка и Альбина (два полёта подряд) | 7 и 14 июня 1956 года | Р-1Е          | Козявка и Альбина вместе летали два раза подряд — 7 и 14 июня 1956 года на ракетах Р-1Е. Оба раза, в одинаковых условиях, у одной собаки замечалось учащение пульса, у другой — урежение. Этот феномен был зафиксирован, как особая личная переносимость полёта. В настоящее время чучело Козявки находится в Государственном центральном музее современной истории России. | Козявка и Альбина       |

### Третий этап научных исследований (1957—1960 годы)
Третий этап научных исследований включал в себя полёты собак на геофизических ракетах Р-2А и Р-5А на высоту от 212 до 450 км. В этих полётах собаки не катапультировались, а спасались вместе с головной частью ракеты. Кроме собак, в кабине находились белые крысы и мыши. Дважды с собаками летали кролики. В некоторых экспериментах одну из собак отправляли в полёт под наркозом для выяснения механизмов сдвига физиологических функций.
| №     | Собаки                                        | Дата полёта              | Ракета или КА | Описание полёта | Изображение                 |
| ----- | --------------------------------------------- | ------------------------ | ------------- | --- | --------------------------- |
| 17    | Рыжая и Джойна                                | 24 мая 1957 года         | Р-2А          | Старт состоялся 24 мая 1957 года на ракете Р-2А. Собаки погибли из-за разгерметизации кабины в полёте. | Рыжая и Джойна              |
| 18    | Белка и Модница                               | 25 августа 1957 года     | Р-2А          | Старт состоялся 25 августа 1957 года на ракете Р-2А. Собака Белка находилась под наркозом. Полёт прошёл успешно. | Белка и Модница             |
| 19    | Белка и Дамка                                 | 31 августа 1957 года     | Р-2А          | Старт состоялся 31 августа 1957 года на ракете Р-2А. Собака Белка находилась под наркозом. Полёт прошёл успешно. | Изображение отсутствует     |
| 20    | Белка и Модница                               | 6 сентября 1957 года     | Р-2А          | Старт состоялся 6 сентября 1957 года на ракете Р-2А. Собака Модница находилась под наркозом. Полёт прошёл успешно. | Изображение отсутствует     |
| 21    | Пальма и Пушок                                | 21 февраля 1958 года     | Р-5А          | Старт состоялся 21 февраля 1958 года на ракете Р-5А на максимальную высоту 473 км. Пальма и Пушок находились в специальной гермокабине новой конструкции. Во время полёта произошла разгерметизация кабины, и собаки погибли. | Пальма-1 и Пушок            |
| 22/23 | Кусачка и Пальма (вторая) (два полёта подряд) | 2 и 13 августа 1958 года | Р-2А          | Кусачка, впоследствии переименованная в Отважную, и Пальма стартовали два раза подряд 2 и 13 августа 1958 года на ракете Р-2А. Перегрузки составили от 6 до 10 ед. Полёт прошёл успешно. | Кусачка и Пальма-2          |
| 24    | Пёстрая и Белянка                             | 27 августа 1958 года     | Р-5А          | Старт состоялся 27 августа 1958 года на высоту 453 км. Это была максимальная высота, на которую поднимались собаки и благополучно вернулись обратно, за всё время. Полёт осуществлён на ракете Р-5А. Перегрузки составляли от 7 до 24 ед. После полёта собаки вернулись крайне уставшими и тяжело дышали, хотя никаких отклонений в их физиологии обнаружено не было. Белянку звали Маркиза, но перед стартом её переименовали. Также известна как Белая. | Пёстрая и Белянка           |
| 25    | Жульба и Кнопка (вторая)                      | 31 октября 1958 года     | Р-5А          | Старт состоялся 31 октября 1958 года на ракете Р-5А на высоту 415 км. При посадке произошёл отказ парашютной системы и собаки погибли. | Изображение отсутствует     |
| 26    | Отважная и Снежинка                           | 2 июля 1959 года         | Р-2А          | Отважная (бывшая Кусачка) и Снежинка (впоследствии переименованная в Жемчужную, а далее — в Жульку) совершили успешный полёт на ракете Р-2А 2 июля (по некоторым данным 8 июля) 1959 года. Также с собаками в кабине находился кролик Серый (он же Марфушка). Кролик был плотно загипсован с зафиксированной головой и шеей по отношению к туловищу. Это было необходимо для точной киносъёмки его глазного зрачка. В эксперименте определялся мышечный тонус прямых мышц глаза. Полученный таким образом материал свидетельствовал о снижении мышечного тонуса в условиях полной невесомости. |                             |
| 27    | Отважная и Жемчужная                          | 10 июля 1959 года        | Р-2А          | Старт состоялся 10 июля 1959 года на ракете Р-2А. Отважная и Жемчужная (бывшая Снежинка) благополучно вернулись обратно. | Изображение отсутствует     |
| 28    | Отважная и Малёк                              | 15 июня 1960 года        | Р-2А          | Старт состоялся 15 июня 1960 года на ракете Р-2А на высоту 206 км. Вместе с собаками в кабине находилась крольчиха Звёздочка. Собака Отважная совершила свой пятый полёт на ракете, установив рекорд по количеству стартов у собак. В настоящее время чучело Отважной находится в Государственном центральном музее современной истории России. | Отважная, Звёздочка и Малёк |
| 29    | Пальма (вторая) и Малёк                       | 16 сентября 1960 года    | Р-2А          | Старт состоялся 16 сентября 1960 года на ракете Р-2А. Этот полёт был успешен. | Изображение отсутствует     |

## КНР. Геофизические ракеты
В Китае производились запуски собак на геофизических ракетах в 60-х годах XX века. Учёными Института биофизики Китайской академии наук были отобраны 30 собак. Они проходили специальную подготовку, во время которой учились переносить перегрузки, длительное время находиться в замкнутом пространстве, не бояться шума и вибрации. Две собаки совершили полёты на ракетах.
| № | Собаки   | Дата полёта       | Ракета или КА | Описание полёта | Изображение             |
| - | -------- | ----------------- | ------------- | --- | ----------------------- |
| 1 | Сяо Бао  | 14 июля 1966 года | T-7A-S2       | Сяо Бао (Xiao Bao, «Маленький леопард») — самец, совершивший успешный полёт на ракете T-7A-S2 14 июля 1966 года с полигона Шицзеду (Shijiedu) в провинции Аньхой (Anhui), на высоту 100 км. После полёта, в его физиологическом состоянии отклонений не обнаружено. | Изображение отсутствует |
| 2 | Шаньшань | 28 июля 1966 года | T-7A-S2       | Шаньшань (Shanshan, «Коралловая») — самка, совершившая успешный полёт на ракете T-7A-S2 28 июля 1966 года с того же полигона, что и Сяо Бао, на высоту 100 км. После полёта Шаньшань и Сяо Бао произвели на свет здоровое потомство.                                | Изображение отсутствует |

Имеется неподтверждённая информация, что на первых беспилотных кораблях «Шэньчжоу» вопросы отработки систем жизнеобеспечения решались, помимо прочего, с помощью размещенных в спускаемом аппарате корабля различных биологических объектов. Известно лишь, что согласно информации агентства Reuters, в спускаемом аппарате корабля «Шэньчжоу-2» находилась обезьяна, собака, кролик и несколько улиток, которые благополучно вернулись на землю. В то же время, китайские агентства писали лишь о наличии на борту различных «живых организмов», не уточняя, о каких именно организмах идет речь.

## СССР. Космические аппараты
Полёты собак на космических аппаратах предполагали орбитальные полёты вокруг Земли продолжительное время с первой космической скоростью. Основной целью экспериментов по запускам космических кораблей-спутников, было исследование влияния факторов космического полёта на организм животных и других биологических объектов (перегрузка, длительная невесомость, переход от перегрузок к невесомости и обратно), изучение действия космической радиации на животные и растительные организмы. Также проводились медико-биологические эксперименты и научные исследования космического пространства. Полёты собак на кораблях-спутниках должны были доказать безопасность орбитальных космических полётов для человека.
| № | Собаки                   | Дата полёта          | Ракета или КА               | Описание полёта | Изображение                       |
| - | ------------------------ | -------------------- | --------------------------- | --- | --------------------------------- |
| 1 | Лайка                    | 3 ноября 1957 года   | Спутник-2                   | Лайка стала первым животным, выведенным на орбиту Земли. Была запущена в космос 3 ноября 1957 года на советском корабле «Спутник-2» с нового космодрома Тюратам (Байконур). На тот момент Лайке было около двух лет, весила она около 6 килограммов. Возвращение Лайки на Землю было ещё технически невозможно. Предполагалось, что собака проживёт около недели, на этот срок заправили кормушку, добавив в последнюю порцию дозу яда, чтобы избавить собаку от мучений. Но при выходе корабля на орбиту вышла из строя система вентиляции и собака погибла через 5—7 часов после старта от стресса и перегрева. |                                   |
| 2 | Лисичка и Чайка          | 28 июля 1960 года    | Спутник-5-1 (Восток 1К № 1) | 28 июля 1960 года был произведён запуск космического корабля нового типа «Восток 1К № 1». Собака Лисичка была любимицей Генерального конструктора С. П. Королёва, которой он перед полётом шепнул: «Я очень хочу, чтобы ты вернулась». Через 19 секунд у ракеты-носителя разрушился блок «Г» первой ступени, вследствие чего она упала на землю и взорвалась на 38-й секунде. Собаки погибли. После этого случая было принято решение разработать систему аварийного спасения космонавтов, функциональную не только в полёте, но и на этапах подготовки и пуска. |                                   |
| 3 | Белка (вторая) и Стрелка | 19 августа 1960 года | Спутник-5                   | 19 августа 1960 года собаки Белка и Стрелка стали первыми живыми существами, совершившими суточный орбитальный полёт и благополучно вернувшимися обратно. За это время корабль совершил 17 полных оборотов вокруг Земли. Через некоторое время после приземления Стрелка принесла здоровое потомство — шесть щенков, один из которых был отправлен в подарок жене президента США Джона Кеннеди Жаклин и их дочери Кэролайн. |                                   |
| 4 | Пчёлка и Мушка           | 1 декабря 1960 года  | Спутник-6 (Восток 1К № 5)   | 1 декабря 1960 года состоялся старт космического корабля «Восток 1К № 5» с собаками Пчёлкой и Мушкой на борту. Суточный орбитальный полёт прошёл успешно, корабль сделал 17 витков вокруг Земли, однако на заключительном этапе схода с орбиты, из-за отказа системы стабилизации тормозной двигательной установки (ТДУ) величина тормозного импульса оказалась недостаточной. Траектория спуска стала более пологой, что грозило приземлением секретного объекта на территории другой страны. Спускаемый аппарат не вошёл в атмосферу в расчётное время и был взорван системой автоматического подрыва объекта (АПО). Пчёлка и Мушка погибли. |                                   |
| 5 | Жулька и Жемчужина       | 22 декабря 1960 года | Спутник-7-1 (Восток 1К № 6) | Жулька и Жемчужина (известные также, как Жулька и Альфа, а также, как Комета и Шутка) стартовали с космодрома 22 декабря 1960 года на корабле «Восток 1К № 6». Жулька уже летала на геофизических ракетах под именами Снежинка и Жемчужная в 1959 году. Через некоторое время после старта, из-за разрушения газогенератора третьей ступени ракеты-носителя, её отклонило в сторону от курса. Было ясно, что в космос она не выйдет. На высоте 214 км произошло аварийное отделение спускаемого аппарата, который приземлился в Эвенкии в районе реки Подкаменная Тунгуска (в районе падения знаменитого Тунгусского метеорита). В район падения срочно вылетела группа учёных. Из-за сложностей поиска и крайне низкой температуры воздуха, спускаемый аппарат был обследован только 25 декабря. К удивлению спасателей, Жулька и Жемчужина оказались живы, хотя остальная живность, находящаяся с собаками, погибла. Впоследствии Жульку взял к себе специалист по авиационной медицине — академик Олег Газенко, и она прожила у него около 12 лет. По мотивам этих событий в 1985 году был снят художественный фильм «Корабль пришельцев» с участием известных актёров советского кино. |                                   |
| 6 | Чернушка                 | 9 марта 1961 года    | Спутник-9 (Восток ЗКА № 1)  | Несмотря на требование правительства СССР о срочном запуске в космос человека, С. П. Королёв принял решение осуществить его только после двух подряд успешных пусков кораблей с собаками. На этот раз предполагались одиночные одновитковые полёты. 9 марта 1961 года был осуществлён удачный полёт собаки Чернушки и манекена, прозванного «Иваном Ивановичем» на корабле «Восток ЗКА № 1». С 1969 года чучело Чернушки хранится в Музее истории медицины в Риге (Латвия). |                                   |
| 7 | Звёздочка                | 25 марта 1961 года   | Спутник-10 (Восток ЗКА № 2) | 25 марта 1961 года состоялся полёт собаки Удача, которой первый космонавт Ю. А. Гагарин перед стартом дал имя Звёздочка. Одновитковый полёт на корабле «Восток ЗКА № 2» прошёл успешно. Вместе с собакой летал и манекен «Иван Иванович». Попутно была испытана фоторазведывательная аппаратура над объектами в Турции и Африке. До полёта в космос первого человека оставалось всего 18 дней. |                                   |
| 8 | Ветерок и Уголёк         | 22 февраля 1966 года | Космос-110                  | 22 февраля 1966 года, в рамках проекта подготовки длительного полёта человека в космосе, на корабле-биоспутнике «Космос-110», проходившем в апогее через внутренний радиационный пояс Земли, совершили полёт беспородные собаки Ветерок и Уголёк. Его продолжительность составила 23 дня. До сих пор этот полёт является самым продолжительным для собак. Ветерок и Уголёк вернулись крайне измотанными, со стёртой до кожи шерстью и с пролежнями. Они не могли стоять на ногах и испытывали постоянную жажду. Однако через некоторое время их состояние вернулось к исходному. Впоследствии они дали здоровое потомство и дожили в виварии Института авиационной и космической медицины до конца своих дней. | Памятная марка «Ветерок и Уголёк» |

## В произведениях искусства и массовой культуре
О собаках-космонавтах снимали фильмы, изготавливались памятные почтовые марки с их изображениями.
На тему полёта в космос собак-космонавтов было снято множество фильмов, в основном документальных.
- В 2004 году ООО «Объект медиа» сняло короткометражную мультипликационную ленту «Звёздная сказка», представляющую собой сказку-пародию на фантастические фильмы о космосе, где собаки Белка и Стрелка входят в число главных персонажей истории. Действие мультфильма происходит на далёкой планете, немного похожей на планету Земля. Для звукового оформления короткометражки была использована песня группы Мегаполис «Белка и Стрелка»
- Анимационная студия «Toonbox» в 2008 году выпустила мультсериал под названием «Настоящие приключения Белки и Стрелки»
- 18 марта 2010 года, к 50-летию полёта Белки и Стрелки, студия «Центр Национального фильма» (бывший «Центрнаучфильм») выпустила первый российский полнометражный компьютерный анимационный фильм «Белка и Стрелка. Звёздные собаки», первый в истории отечественной анимации в формате 3D (режиссёры Святослав Ушаков и Инна Евланникова).
- К 50-летию полёта почтой России была выпущена памятная марка.
- Существует песня от имени Лайки, исполненная вокалоидом Мику Хацунэ: https://www.youtube.com/watch?v=yZylEIgiOh4 . Автор песни изобразил Лайку любимицей Королёва, в реальности ею была Лисичка.
- Space Doggity — песня американского певца Джонатана Колтона о полёте Лайки в космос и её гибели.
- Laika — британский электронно-музыкальный коллектив, образованный в Лондоне в 1993 году. Группа названа в честь собаки по кличке Лайка, которая была первым животным на околоземной орбите.
- В альбоме Descanso dominical испанской группы Mecano есть песня про Лайку.
- Существует флэш-игра «Escape from Puppy Death factory», где главным героем также выступает Лайка («Laika Kudryavka»).
- У пост-рок группы powder! go away есть альбом и одно именная композиция посвященная Лайке — Laika Still Wants Go Home
- Космо — персонаж комиксов издательства Marvel, являющийся отсылкой к собаке-космонавту Лайке. Кроме самих комиксов, появляется в мультсериалах на их основе и во всех 3 частях фильмов «Стражи Галактики».
- "Laika Party" — песня норвежской певицы и автора песен Emmy. Сценарий был написан ею самой, Эрлендом Гуттулсрудом Кристиансеном, Ларисой Торми, Трулсом Мариусом Ааррой и Хенриком Остлундом, а продюсерами выступили Эстлунд и Йонас Йенсен. Песня была выпущена 20 января 2025 года и будет представлять Ирландию на конкурсе песни Евровидение 2025 года.